# آنا شوميلوفا
آنا فياتشيسلافوفنا شوميلوفا-دياتشينكو (الروسية: Анна Вячеславовна Шумилова-Дьяченко ؛ من مواليد 25 أغسطس 1980) حاصلة على درجة الماستير في الرياضة في الجمباز الإيقاعي.، كان مدربة لنادي دينامو ديميتروف منذ عام 2003 وعضوة ضمن المدربين الوطنيين للجمباز الإيقاعي الروسي.

## المتدربون البارزون
- داريا كونداكوفا - حاصلة على الميدالية الفضية العالمية ثلاث مرات وبطل العالم أربع مرات.
- ألينا ماكارينكو -  أولمبياد 2012 حاصل على الميدالية الذهبية للمجموعة.
- ألكساندرا سولداتوفا - بطل العالم في الشريط لعام 2018 ،  2015 العالم الحاصل على الميدالية الفضية وبطل نهائي سباق الجائزة الكبرى لعام 2016.
- أناستاسيا تاتاريف -  أولمبياد 2016 الحاصل على الميدالية الذهبية للمجموعة ،  العالم 2015 بطل المجموعة الشاملة و (2014 ، 2015)  الأوروبية المجموعة الشاملة بطل.
- ماريا تلكاشيفا -  أولمبياد 2016 الحاصلة على الميدالية الذهبية الجماعية ،  2015 العالم بطلة المجموعة الشاملة و (2014 ، 2015)  الأوروبية المجموعة الشاملة بطل.
- داريا دوبوفا -  أولمبياد الشباب 2014 حائزة على الميدالية الذهبية الشاملة للمجموعة.
- داريا سفاتكوفسكايا - بطلة أوروبية عام 2013 وبطل الفريق وحائزة على الميدالية الفضية في جميع أنحاء روسيا لعام 2012
- فيرونيكا بولياكوفا - الحائزة على الميدالية الذهبية لفريق الناشئين الأوروبي.

## حياتها الشخصية
وهي متزوجة من بطل أولمبياد 2012 في ألكسندر دياتشينكو، ورزق بطفلة واحدة تدعى إينا عام 2014

## روابط خارجية
- Anna Shumilova Dynamo-Dmitrov
- Rhythmic Gymnastics Results
- آنا شوميلوفا على إنستغرام